# Ludwikowo (Dobre Miasto)
Ludwikowo (deutsch Ludwigsmühle) ist der Name eines untergegangenen Orts in der polnischen Woiwodschaft Ermland-Masuren. Die Ortsstelle gehört zur Gmina Dobre Miasto im Powiat Olsztyński (Kreis Allenstein).

## Geographische Lage
Die Ortsstelle von Ludwikowo liegt südlich der heutigen Stadt Dobre Miasto, 22 Kilometer südwestlich der einstigen Kreisstadt Heilsberg (polnisch Lidzbark Warmiński) bzw. 19 Kilometer nördlich der heutigen Kreismetropole Olsztyn (Allenstein).

## Geschichte
Bei dem ehemaligen Ort Ludwigsmühl, nach 1785 Ludwigsmühle, auch Ludwigs-Mühle genannt, handelt es sich um eine aus einem Gehöft bestehende Cöllmische Mühle. Wie der Nachbarort Klutkenmühle (polnisch Kłódka) wurde Ludwigsmühle am 10. Juli 1860 ein Wohnplatz innerhalb der Gemeinde Battatron (polnisch Barcikowo) im Amtsbezirk Guttstadt des ostpreußischen Kreises Heilsberg. Elf Einwohner zählte Ludwigsmühle im Jahre 1910.
Als 1945 das gesamte südliche Ostpreußen in Kriegsfolge an Polen fiel, erhielt Ludwigsmühl die polnische Namensform „Ludwikowo“. Der Ort verlor an Bedeutung und wird heute gar nicht mehr offiziell genannt. Seine Ortsstelle gehört zur Gmina Dobre Miasto im Powiat Olsztyński (Kreis Allenstein).

## Religion
Ludwigsmühle war vor 1945 über die „Muttergemeinde“ Battatron (polnisch Barcikowo) nach Guttstadt eingepfarrt, in die dortige römisch-katholische Kirche im damaligen Bistum Ermland und die die Guttstädter evangelische Kirche in der Kirchenprovinz Ostpreußen der Kirche der Altpreußischen Union.

## Verkehr
Die noch erkennbare Ortsstelle Ludwikowos liegt an einer Nebenstraße, die bei Stary Dwór (Althof) von der polnischen Landesstraße 51 (hier im Abschnitt der früheren deutschen Reichsstraße 134) abzweigt und nach Kłódka (Klutkenmühle) führt.